# Lloro robust
El lloro robust (Poicephalus robustus) és una espècie d'ocell de la família dels psitàcids que habita boscos, manglars i terres de conreu de l'Àfrica occidental, central i meridional.

## Taxonomia
Aquesta espècie està classificada en tres subespècies:
- P. f. robustus (Gmelin, 1788), que vive a la zona oriental de Sud-àfrica.
- P. f. fuscicollis (Kuhl, 1820), que viu des del Senegal i Gàmbia fins Nigèria i Angola septentrional.
- P. f. suahelicus Reichenow, 1898, des del centre de Tanzània i Ruanda fins al nord-est de Sud-àfrica i Angola meridional.

Les dues últimes són sovint considerades una espècie diferent, seguint Hockey et al. 2005,: Poicephalus fuscicollis.